# Reprezentacja Czech U-21 w piłce nożnej mężczyzn
Reprezentacja Czech U-21 w piłce nożnej – młodzieżowa reprezentacja Czech, zarządzana przez Czeskomorawski Związek Piłki Nożnej. Zespół kilkakrotnie uczestniczył w Mistrzostwach Europy U-21.
Pomimo rozpadu Czechosłowacji 1 stycznia 1993 roku reprezentacja U-21 tego kraju występowała aż do 1994 roku. Od września tamtego roku występowała już pod szyldem reprezentacji Czech U-21. 5 września rozegrała swoje pierwsze spotkanie, wygrane 1:0 z Maltą. W 1996 roku drużyna wystąpiła na Mistrzostwach Europy U-21, na których dotarła do półfinału. W 1998 roku nie awansowała na ten turniej, ale w 2000 roku na Mistrzostwach na Słowacji dotarła do finału, w którym uległa 1:2 Włochom.
W 2002 roku na Mistrzostwach Europy w Szwajcarii Czesi ponownie dotarli do finału i tym razem wygrali po serii rzutów karnych Francję. W 2004 i 2006 roku młodzi Czesi nie wystąpili w mistrzostwach kontynentu, a w 2007 roku odpadli już po fazie grupowej.

## Udział w międzynarodowych turniejach

### Mistrzostwa Europy
| Udział w mistrzostwach Europy U-21 | Udział w mistrzostwach Europy U-21             | Udział w mistrzostwach Europy U-21             | Udział w mistrzostwach Europy U-21             | Udział w mistrzostwach Europy U-21             | Udział w mistrzostwach Europy U-21             | Udział w mistrzostwach Europy U-21             | Udział w mistrzostwach Europy U-21             | Udział w mistrzostwach Europy U-21             |
| Rok                                | Kwalifikacje                                   | Wynik                                          | M                                              | Z                                              | R                                              | P                                              | G+                                             | G-                                             |
| ---------------------------------- | ---------------------------------------------- | ---------------------------------------------- | ---------------------------------------------- | ---------------------------------------------- | ---------------------------------------------- | ---------------------------------------------- | ---------------------------------------------- | ---------------------------------------------- |
| 1978                               | Nie brała udziału, była częścią Czechosłowacji | Nie brała udziału, była częścią Czechosłowacji | Nie brała udziału, była częścią Czechosłowacji | Nie brała udziału, była częścią Czechosłowacji | Nie brała udziału, była częścią Czechosłowacji | Nie brała udziału, była częścią Czechosłowacji | Nie brała udziału, była częścią Czechosłowacji | Nie brała udziału, była częścią Czechosłowacji |
| 1980                               | Nie brała udziału, była częścią Czechosłowacji | Nie brała udziału, była częścią Czechosłowacji | Nie brała udziału, była częścią Czechosłowacji | Nie brała udziału, była częścią Czechosłowacji | Nie brała udziału, była częścią Czechosłowacji | Nie brała udziału, była częścią Czechosłowacji | Nie brała udziału, była częścią Czechosłowacji | Nie brała udziału, była częścią Czechosłowacji |
| 1982                               | Nie brała udziału, była częścią Czechosłowacji | Nie brała udziału, była częścią Czechosłowacji | Nie brała udziału, była częścią Czechosłowacji | Nie brała udziału, była częścią Czechosłowacji | Nie brała udziału, była częścią Czechosłowacji | Nie brała udziału, była częścią Czechosłowacji | Nie brała udziału, była częścią Czechosłowacji | Nie brała udziału, była częścią Czechosłowacji |
| 1984                               | Nie brała udziału, była częścią Czechosłowacji | Nie brała udziału, była częścią Czechosłowacji | Nie brała udziału, była częścią Czechosłowacji | Nie brała udziału, była częścią Czechosłowacji | Nie brała udziału, była częścią Czechosłowacji | Nie brała udziału, była częścią Czechosłowacji | Nie brała udziału, była częścią Czechosłowacji | Nie brała udziału, była częścią Czechosłowacji |
| 1986                               | Nie brała udziału, była częścią Czechosłowacji | Nie brała udziału, była częścią Czechosłowacji | Nie brała udziału, była częścią Czechosłowacji | Nie brała udziału, była częścią Czechosłowacji | Nie brała udziału, była częścią Czechosłowacji | Nie brała udziału, była częścią Czechosłowacji | Nie brała udziału, była częścią Czechosłowacji | Nie brała udziału, była częścią Czechosłowacji |
| 1988                               | Nie brała udziału, była częścią Czechosłowacji | Nie brała udziału, była częścią Czechosłowacji | Nie brała udziału, była częścią Czechosłowacji | Nie brała udziału, była częścią Czechosłowacji | Nie brała udziału, była częścią Czechosłowacji | Nie brała udziału, była częścią Czechosłowacji | Nie brała udziału, była częścią Czechosłowacji | Nie brała udziału, była częścią Czechosłowacji |
| 1990                               | Nie brała udziału, była częścią Czechosłowacji | Nie brała udziału, była częścią Czechosłowacji | Nie brała udziału, była częścią Czechosłowacji | Nie brała udziału, była częścią Czechosłowacji | Nie brała udziału, była częścią Czechosłowacji | Nie brała udziału, była częścią Czechosłowacji | Nie brała udziału, była częścią Czechosłowacji | Nie brała udziału, była częścią Czechosłowacji |
| 1992                               | Nie brała udziału, była częścią Czechosłowacji | Nie brała udziału, była częścią Czechosłowacji | Nie brała udziału, była częścią Czechosłowacji | Nie brała udziału, była częścią Czechosłowacji | Nie brała udziału, była częścią Czechosłowacji | Nie brała udziału, była częścią Czechosłowacji | Nie brała udziału, była częścią Czechosłowacji | Nie brała udziału, była częścią Czechosłowacji |
| 1994                               | Nie brała udziału, była częścią Czechosłowacji | Nie brała udziału, była częścią Czechosłowacji | Nie brała udziału, była częścią Czechosłowacji | Nie brała udziału, była częścią Czechosłowacji | Nie brała udziału, była częścią Czechosłowacji | Nie brała udziału, była częścią Czechosłowacji | Nie brała udziału, była częścią Czechosłowacji | Nie brała udziału, była częścią Czechosłowacji |
| 1996                               | Awans                                          | Ćwierćfinał                                    | 2                                              | 0                                              | 0                                              | 2                                              | 2                                              | 4                                              |
| 1998                               | Nie zakwalifikowała się                        | Nie zakwalifikowała się                        | Nie zakwalifikowała się                        | Nie zakwalifikowała się                        | Nie zakwalifikowała się                        | Nie zakwalifikowała się                        | Nie zakwalifikowała się                        | Nie zakwalifikowała się                        |
| 2000                               | Awans                                          | II miejsce                                     | 4                                              | 2                                              | 1                                              | 1                                              | 9                                              | 7                                              |
| 2002                               | Awans                                          | Mistrzostwo                                    | 5                                              | 2                                              | 2                                              | 1                                              | 5                                              | 5                                              |
| 2004                               | Nie zakwalifikowała się                        | Nie zakwalifikowała się                        | Nie zakwalifikowała się                        | Nie zakwalifikowała się                        | Nie zakwalifikowała się                        | Nie zakwalifikowała się                        | Nie zakwalifikowała się                        | Nie zakwalifikowała się                        |
| 2006                               | Nie zakwalifikowała się                        | Nie zakwalifikowała się                        | Nie zakwalifikowała się                        | Nie zakwalifikowała się                        | Nie zakwalifikowała się                        | Nie zakwalifikowała się                        | Nie zakwalifikowała się                        | Nie zakwalifikowała się                        |
| 2007                               | Awans                                          | Faza grupowa                                   | 3                                              | 0                                              | 1                                              | 2                                              | 1                                              | 4                                              |
| 2009                               | Nie zakwalifikowała się                        | Nie zakwalifikowała się                        | Nie zakwalifikowała się                        | Nie zakwalifikowała się                        | Nie zakwalifikowała się                        | Nie zakwalifikowała się                        | Nie zakwalifikowała się                        | Nie zakwalifikowała się                        |
| 2011                               | Awans                                          | IV miejsce                                     | 5                                              | 2                                              | 0                                              | 3                                              | 4                                              | 6                                              |
| 2013                               | Nie zakwalifikowała się                        | Nie zakwalifikowała się                        | Nie zakwalifikowała się                        | Nie zakwalifikowała się                        | Nie zakwalifikowała się                        | Nie zakwalifikowała się                        | Nie zakwalifikowała się                        | Nie zakwalifikowała się                        |
| 2015                               | Gospodarz                                      | Faza grupowa                                   | 3                                              | 1                                              | 1                                              | 1                                              | 6                                              | 3                                              |
| 2017                               | Awans                                          | Faza grupowa                                   | 3                                              | 1                                              | 0                                              | 2                                              | 5                                              | 7                                              |
| 2019                               | Nie zakwalifikowała się                        | Nie zakwalifikowała się                        | Nie zakwalifikowała się                        | Nie zakwalifikowała się                        | Nie zakwalifikowała się                        | Nie zakwalifikowała się                        | Nie zakwalifikowała się                        | Nie zakwalifikowała się                        |
| 2021                               | Awans                                          | Faza grupowa                                   | 3                                              | 0                                              | 2                                              | 1                                              | 2                                              | 4                                              |